# Batillipes crassipes
Batillipes crassipes är en djurart som tillhör fylumet trögkrypare, och som beskrevs av Alexei V. Tchesunov och Mokievsky 1995. Batillipes crassipes ingår i släktet Batillipes och familjen Batillipedidae. Inga underarter finns listade i Catalogue of Life.